# Пингвин нашего времени
«Пингвин нашего времени» (нем. Mädchen im Eis) — немецко-российский фильм 2015 года режиссёра Штефана Кромера.

## Сюжет
Молодая немка Виня одержима идеей найти своего русского возлюбленного Андрея, который внезапно исчез. В его поисках она приезжает на Крайний Север России в село Териберка. Здесь доверчивую девушку обманывают и обкрадывают. Она случайно встречает русского олигарха в бегах Всеволода Старыча, который финансирует амбициозный экопроект по спасению антарктических пингвинов путем их переселения в Арктику. Он считает, что только животные, и в особенности пингвины, знают, как надо правильно жить в стае-обществе. Увидев несправедливость в отношении Виньи, проделавшей столь долгий путь ради возлюбленного, Старыч решает ей помочь. Однако, эксцентричный Старыч прибегает к сомнительным методам для достижения своих целей.

## В ролях
- Луци Хайнце (Lucie Heinze) — Виня
- Алексей Гуськов — Всеволод Старыч
- Юрий Колокольников — Егор
- Антон Пампушный — Андрей
- Евген Баль — Артур
- Мария Семёнова — Светлана
- Елена Ласкавая — Анна
- Саша Слободяник — Тимур
- Анатолий Горячев — следователь
- Сергей Греков — таксист

## Съёмки
Съёмки фильма проходили на Кольском полуострове в заполярном городе Кировске Мурманской области.

## Показ
Премьера состоялась 21 мая 2015 года года в Гамбурге, в России картина впервые была показана вне конкурса в июне на Московском Международном кинофестивале.

## Рецензии
- Алексей Литовченко — Апокалипсис, любовь и мертвые водоплавающие // Российская газета, 18.11.2015
- Борис Иванов — Рецензия на фильм «Пингвин нашего времени» // Фильм.ру, 24.10.2015
- Дмитрий Осташевский — Рецензия: «Пингвин нашего времени» с Юрием Колокольниковым //THR Russia, 25.06.2015
- Claudia Lenssen — Kritik zu Mädchen im Eis // epd Film, 17.04.2015
- Bianka Piringer — «Mädchen im Eis». Russisches Rätsel mit Pinguinen // Kino-zeit.de, 21.05.2015